# Уса (приток Томи)
Уса́ — река в Кемеровской области, правый приток Томи. Длина — 179 км, площадь водосборного бассейна — 3610 км². Берёт начало в Кузнецком Алатау, недалеко от границы Кемеровской области и Хакасии. Питание смешанное, с преобладанием снегового. Среднегодовой расход воды — в 8 км от устья 149 м³/с. Замерзает в ноябре — начале декабря, вскрывается в конце апреля — начале мая. Близ устья — город Междуреченск, на гербе и флаге которого изображены Томь и Уса.
В бассейне Усы развита добыча коксующегося каменного угля. В честь реки была названа Томь-Усинская ГРЭС, хотя вода берётся из Томи после устья Усы.
В бассейне реки Усы расположено Усинское месторождение марганца.

## Климат в бассейне Усы
Континентальный: зима холодная и продолжительная, лето тёплое, но короткое. Средние температуры января −17 … −20 °C, июля — +17 … +18 °C. Среднегодовое количество осадков колеблется от 300 мм на равнинах и в предгорной части до 1000 мм и более в горных районах.

## Флора
Растительность весьма многообразна. На горных вершинах встречаются растения тундры и альпийских лугов, среднегорье и низкогорье поросло «чернью» — пихтово-осиновыми лесами с высокотравьем и реликтовыми растениями. Предгорья и межгорные котловины заняты растительностью степей и лесостепей. Островками встречаются сосновые боры.

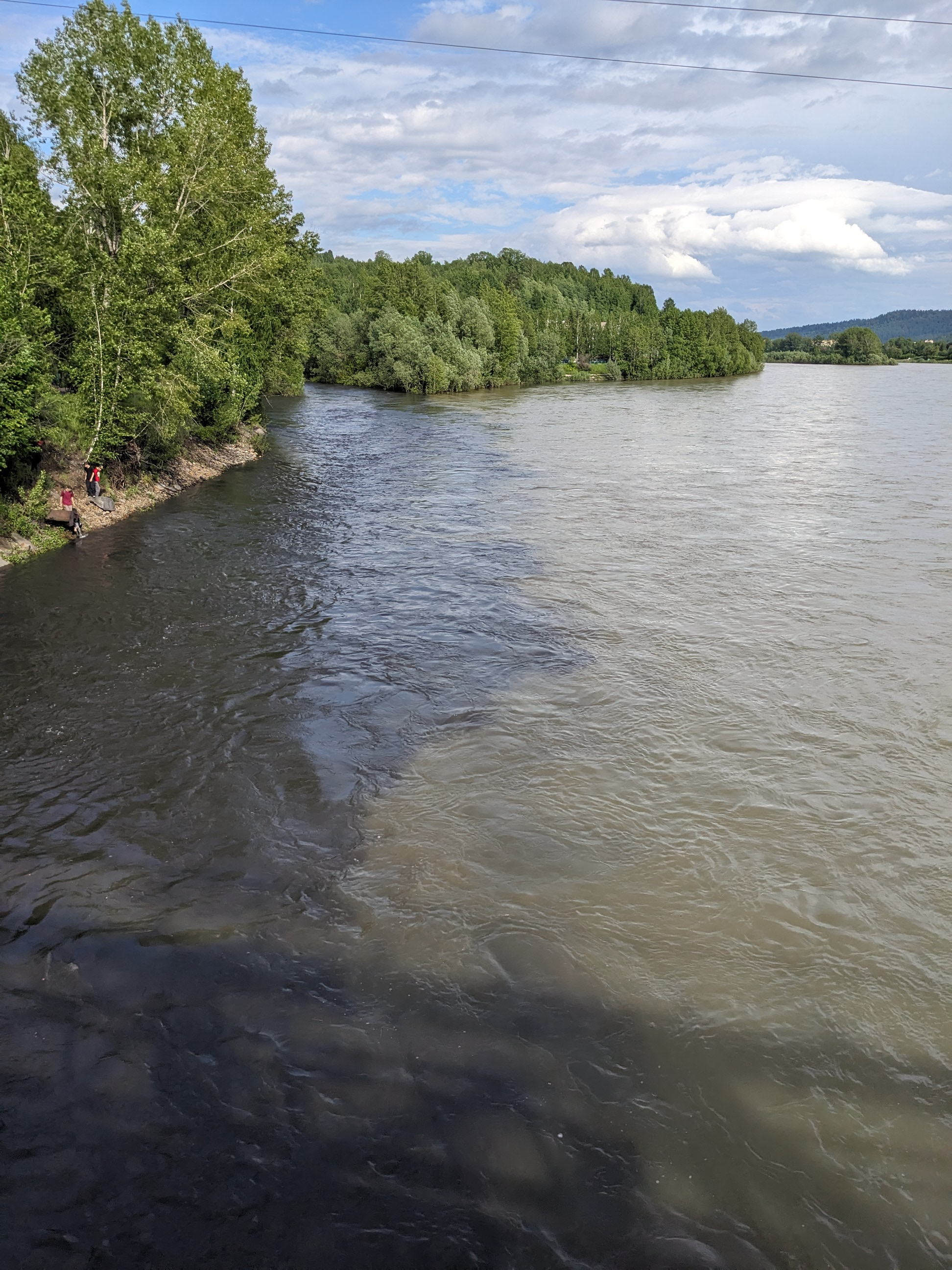
Слияние реки Ольжерас (тёмная вода слева) и реки Уса

## Притоки
(указано расстояние от устья)
- 5 км: Ольжерас
- 11 км: Назас
- 33 км: Кумзас
- 44 км: Чексу
- 45 км: Казас
- 46 км: Иванак (Малый Кибрис)
- 55 км: Нижний Казырсу
- 58 км: Верхний Казырсу
- 66 км: Нижний Кибрас
- 67 км: Верхний Кибрас
- 83 км: Тумуяс
- 88 км: Белая Уса
- 92 км: Березовая
- 93 км: Мурта
- 103 км: Шатай
- 126 км: Чёрная Уса
- 152 км: Базан
- 158 км: Собака
- 165 км: Березовка (Ачиксас)

## Данные водного реестра
По данным государственного водного реестра России относится к Верхнеобскому бассейновому округу, водохозяйственный участок реки — Томь от истока до города Новокузнецк, без реки Кондома, речной подбассейн реки — Томь. Речной бассейн реки — (Верхняя) Обь до впадения Иртыша.